# Hacienda somos casi todos
Hacienda somos casi todos es una película española de comedia estrenada en 1988, escrita y dirigida por Mariano Ozores y protagonizada en los papeles principales por Antonio Ozores y Ricardo Merino.
El título de la película parodia al famoso eslogan "Hacienda somos todos" de la campaña publicitaria de 1978 del Ministerio de Hacienda.

## Sinopsis
Fausto Camarillas es un médico psiquiatra al que siempre le salen a devolver sus declaraciones de la renta. Un día recibe la visita de Adrián Albadalejo, un inspector de Hacienda y antiguo compañero de estudios de Fausto. Todas los odios y rencores que se tenían de jóvenes aparecen de nuevo pero con más virulencia. Cada uno intenta comprometer al otro, dando lugar a una retahíla de situaciones cómicas que finalmente acabarán en sendas solicitudes de divorcio de sus respectivas mujeres por las infidelidades de sus maridos. Finalmente tras verse que se van a quedar sin blanca aunarán sus esfuerzos para intentar evitarlo.

## Reparto
- Antonio Ozores como Adrián Albaladejo (alias Vinagre).
- Ricardo Merino como Fausto Camarillas (alias Pelotilla).
- Marta Valverde como Berta (enfermera y amante de Fausto).
- Fedra Lorente como Carmela (mujer de Adrián).
- Rafael Hernández como Aurelio (jefe de Adrián).
- María Silva como Alicia (mujer de Fausto).
- Marga Herrera como amante de Adrián.